# راگنار ویکسل
راگنار ویکسل (سوئدی: Ragnar Wicksell؛ ۲۶ سپتامبر ۱۸۹۲ – ۳۱ ژوئیهٔ ۱۹۷۴) بازیکن فوتبال اهل سوئد بود.
از باشگاه‌هایی که در آن بازی کرده‌است می‌توان به باشگاه فوتبال دیورگاردن اشاره کرد.
وی همچنین در تیم ملی فوتبال سوئد بازی کرده‌است.